# 泰內雷沙漠
泰內雷（Ténéré、或譯「特內雷」）是位於非洲撒哈拉南端；介於尼日共和國東北方與查德共和國西方之間的沙漠，所覆蓋的面積在40萬平方公里以上。
所界定的邊境範圍是北起阿哈加爾高原、西接阿依爾高原、南端為查德湖，東部則是提貝斯提高原一帶，另外比爾馬是鄰近泰內雷沙漠中央的城鎮。
名稱「泰內雷」在圖阿雷格語裡即為「沙漠」的意思。

## 氣候
與鄰近的撒哈拉相同，泰內雷為炎熱乾燥的沙漠氣候。在夏天期間白天氣溫平均可達攝氏40度（華式111度）、並曾有測量到攝氏52度（華式125度）的紀錄，冬季白日則降至約攝氏29度（華式84度），年均溫方面則是攝氏35度（華式86度）左右。
泰內雷是世界上降雨量最少的地方之一，平均一年約10毫米雨量，且常有數年未降雨的情況。而因泰內雷上空雲量少，一年下來累積有4000小時左右的日照曝曬時間，根據美國國家航空暨太空總署的觀測泰內雷在接近尼日東南邊的一帶被觀測為地球表面上日照最強的地方。

## 歷史
約3億年前石炭紀裡泰內雷沙漠一帶是非陸地的海床，之後地面隆起成為熱帶雨林並有恐龍等生物出沒，而泰內雷東南端曾挖掘出眾多恐龍化石。
在人類出現時泰內雷仍是有綠意的土地，並曾發現過約六萬年前舊石器時代裡人們捕捉獵物所留下的石器；或是約一萬年前新石器時代人們在洞穴裡所作的壁畫。之後受到北方撒哈拉沙漠的影響，泰內雷在約2500年前變化成今日荒漠模樣。

## 人口
泰內雷沙漠的人口稀少、人群是以聚集在沙漠邊界活動居多，而比爾馬是少數位於泰內雷中央的綠洲城鎮之一。
在沙漠西邊阿依爾高原到阿加德茲一帶的住民以圖瓦雷克人佔多數，經濟活動是利用駱駝商隊運鹽和豪薩人之間買賣交易為主。其它於泰内雷沙漠生活的民族另有桑海人或摩爾人等。

## 規劃
1960年尼日獨立後，尼日國土被區分成七個行政區域，其中泰内雷沙漠是位在阿加德茲大區裡，往後泰内雷沙漠中央一帶則規劃成阿德爾和泰內雷自然保護區並列為世界遺產。

## 相關地點
在泰內雷沙漠裡有被認定為是世界上處於最被孤立環境的樹木「泰内雷之樹」，在1973年遭卡車撞倒之前；都是遊走當地沙漠駱駝商隊的地標。
而發生在1989年的法國聯合航空772號班機空難；當時曾有飛機殘留物墜落於泰內雷沙漠上。多年之後在2007年5月到6月期間，有在距離發現殘留物地點的北緯16度51分53秒東經11度57分13秒一帶，以石頭堆積成直徑達200英呎、中央為飛機模樣的圓形圖示來紀念事件的受難者。